# コミヤマスミレ
コミヤマスミレ（小深山菫、学名：Viola maximowicziana Makino）はスミレ科スミレ属の多年草。

## 特徴
地下茎は短く、ときに地中を横に這う地下匐枝の先に新株をつくって増えることがある。無茎の種で、高さは4-10cmになる。葉は根生し、葉身は長さ2-4cm、楕円状卵形で、先端は鋭頭から鈍頭、基部は心形となって長さ2-5cmの葉柄につづく。葉柄には毛が生える。葉の質は薄く、縁には低平な粗い鋸歯があり、表面は浅緑色から濃緑色でときに紫色または紅色をおび、毛が生え、葉脈に沿って白色の斑紋が入りことがあり、裏面は紫色をおびる。托葉は葉柄基部の両側に合着してつき、微細な突起毛がある。
花期は4-5月。葉の間から長さ4-10cmの花柄を伸ばし、白色で赤紫色の条線の入った花をつける。花柄の途中には小型の2個の小苞葉があり、花柄にはまばらに毛が生える。花は径1-1.5cm、花弁は長さ8-10mmで、細くてよじれ、上弁は立たず、側弁の基部は有毛または無毛、唇弁が他の花弁より短く、赤紫色の条線が目立つ。唇弁の距は太く短く、長さは2-3mmになり、やや球形になる。萼片は広披針形で長さ3mm、反り返り、毛が生え、付属体は三角形で縁は前縁になる。雄蕊は5個あり、花柱はカマキリの頭形になり、花柱上部の両翼の左右への張り出しは弱く、柱頭は前方に突き出る。染色体数は2n=24。
宮崎県に分布する本種に似た種は、葉が浅緑色で光沢があり毛が少ない。また、唇弁の距の長さも短く、嚢状になる点においても本種と異なっていることから、さらに検討を要するとしている。

## 分布と生育環境
日本固有種。本州の福島県以西、四国、九州、屋久島の主に太平洋側に分布し、山地から低山の暗い湿った林床に生育する。やや湿った谷間で、渓流のそばの平坦地などに見られ、コケ混じりに小さな群落を形成することが多い。日本のスミレ類ではもっとも暗い環境に生育するものの一つである。

## 名前の由来
和名のコミヤマスミレは「小深山菫」の意。「こみやますみれ」は牧野富太郎 (1888)による命名である。
種小名（種形容語）maximowicziana は、ロシアの植物学者カール・ヨハン・マキシモヴィッチへの献名。

## ギャラリー

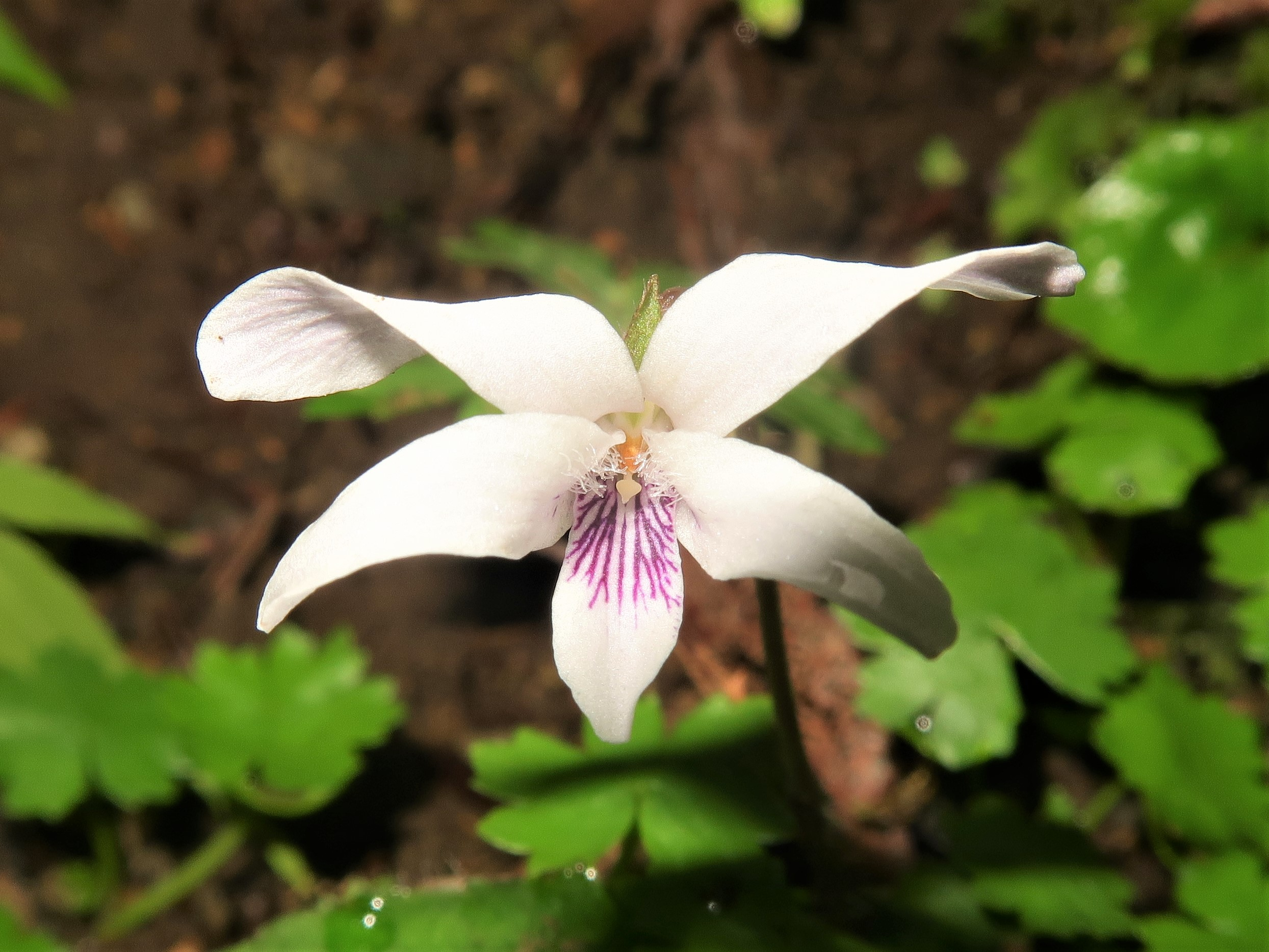
側弁の基部は有毛、唇弁が他の花弁より短く、赤紫色の条線が目立つ。花柱はカマキリの頭形になる。
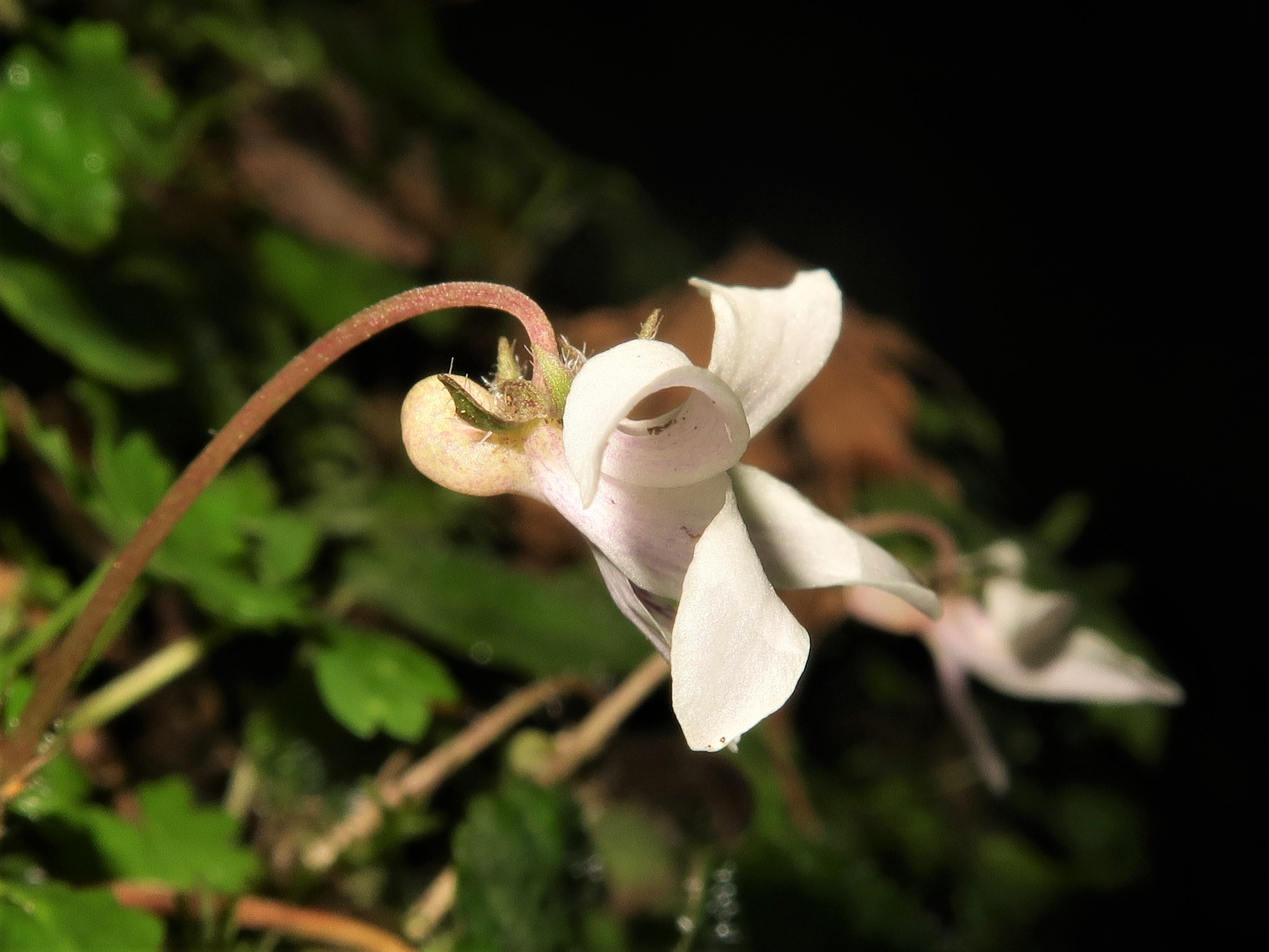
唇弁の距は太く短く、やや球形になる。萼片は広披針形で反り返り、毛が生える。
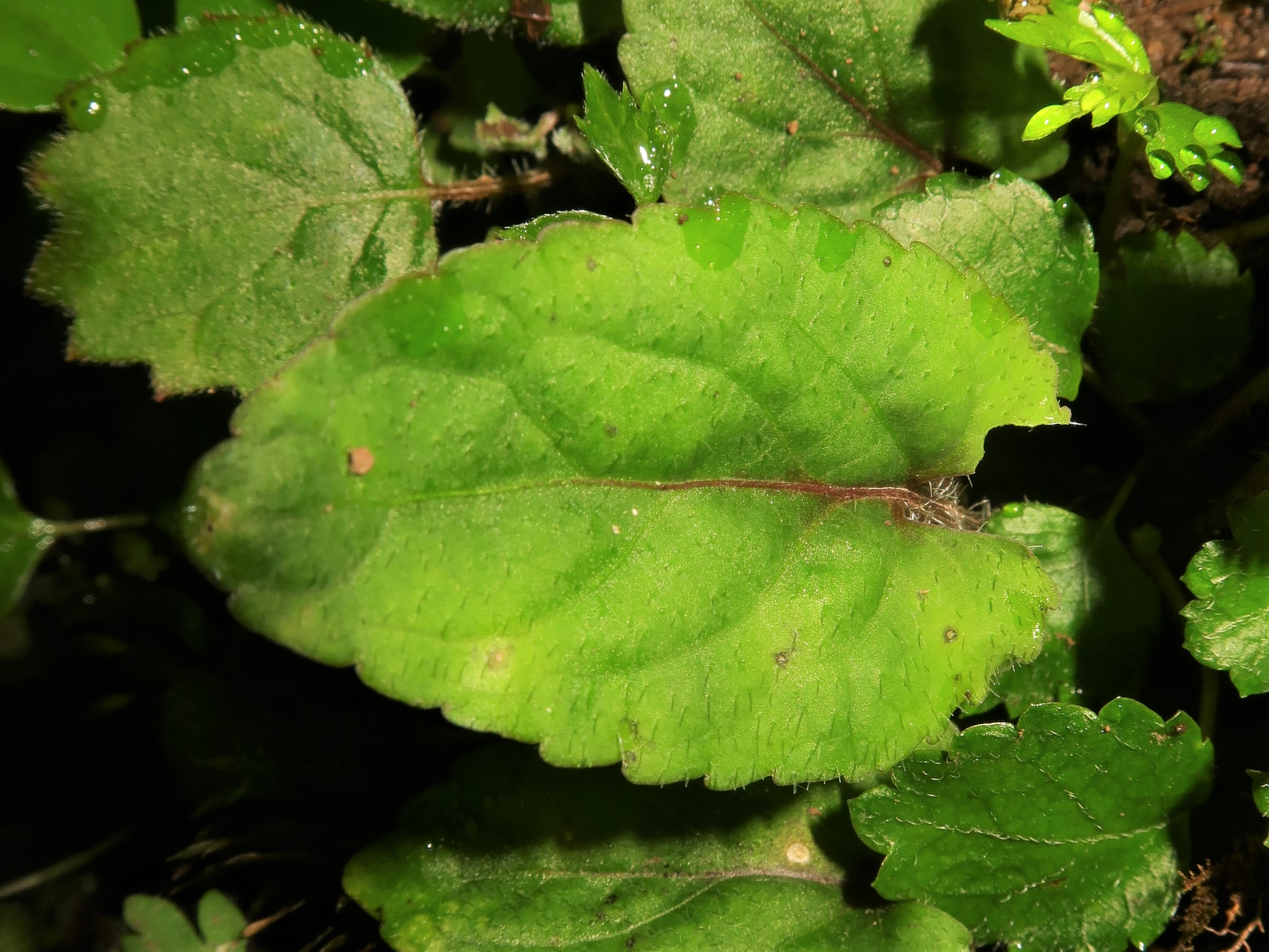
葉の表面は浅緑色から濃緑色で、毛が生える。
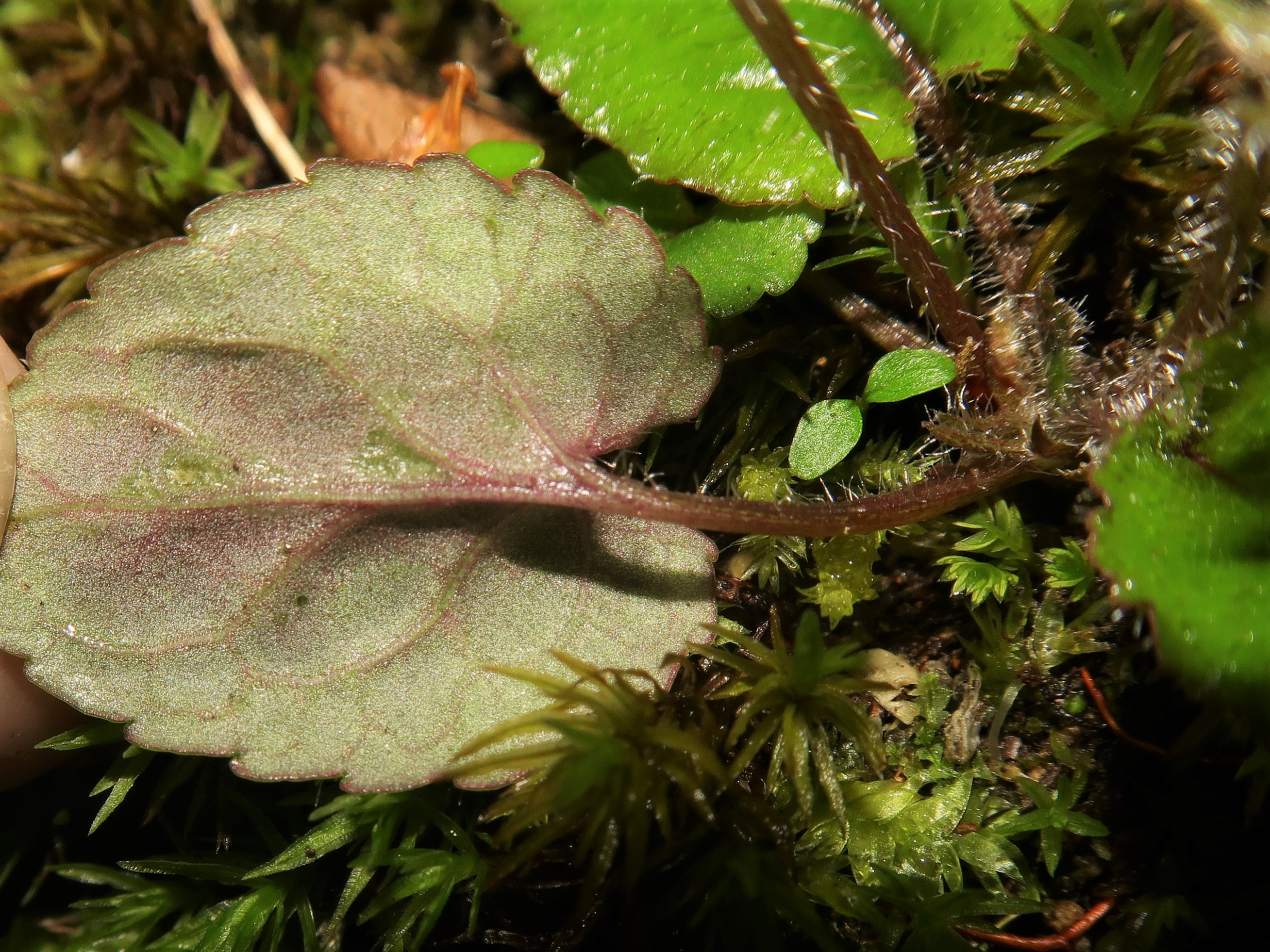
葉の裏面は紫色をおびる。托葉は葉柄基部の両側に合着してつき、微細な突起毛がある。

## 下位分類
品種にアカコミヤマスミレ Viola maximowicziana Makino f. rubescens Makino (1912) がある。葉が濃い赤褐色であるものを品種として区別した。

## 近縁種等
白い花をつけ、葉に模様が入るスミレはいくつかあり、フモトスミレやヒメミヤマスミレなども似ているが、より明るい林内に出る。葉の表に毛があることや萼が反り返る点などは独特である。

## 利害
まれに山野草として栽培される程度。